# Sztarcsevica (hegy)

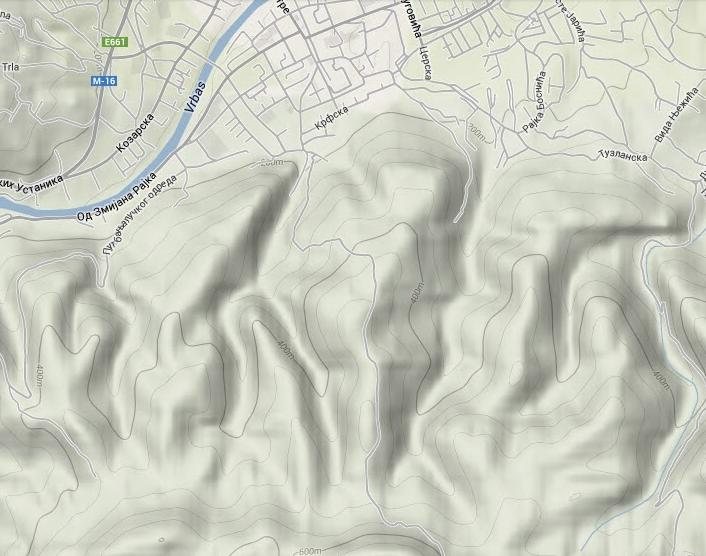
Sztarcsevica térkép

A Sztarcsevica hegy egy hegy Banja Lukától délre, Sztarcsevica városrész mellett. Magassága 540 m. Ez a hegy a mezozoikumban alakult ki. Talaja barna erdőtalaj, savas és humusz-szilikátokat tartalmaz. Erdői lombhullató erdők, főleg tölgyes es gyertyános.